# سیارک ۲۴۲۴۰
سیارک ۲۴۲۴۰ (به انگلیسی: 24240 Tinagal، نامگذاری:1999XV99) بیست و چهار هزار و دویست و چهلمین سیارک کشف شده‌است که در ۷ دسامبر ۱۹۹۹ کشف شد.
قدر مطلق سیارک برابر ۱۶.۲ است.